# Desobediència civil electrònica
La desobediència civil electrònica (DCE, també coneguda com a desobediència civil cibernètica o desobediència cibernètica), pot referir-se a qualsevol tipus de desobediència civil en què els participants utilitzin la tecnologia de la informació per dur a terme les seves accions. La desobediència civil electrònica sovint implica ordinadors i internet i també pot ser conegut com a hacktivisme. El terme "desobediència civil electrònica" es va encunyar en els escrits del Critical Art Ensemble (CAE), un col·lectiu d'artistes i professionals tàctics en el seu text seminal de 1996: Electronic Civil Disobedience: And Other Unpopular Ideas (Desobediència civil electrònica: i altres idees impopulars). La desobediència civil electrònica busca continuar amb les pràctiques de protesta no-violenta, però pertorbadora, originalment pionera de Henry David Thoreau, que el 1848 va publicar "La desobediència civil".
Una forma comuna de DCE és la coordinació DDoS contra un objectiu específic, també conegut com a sit-in virtual. Aquests programes virtuals poden ser anunciats a Internet per grups hacktivistes com el Electronic Disturbance Theatre i els borderlands Hacklab.
L'activisme informatitzat existeix a les interseccions dels moviments politicosocials i la comunicació mediada per ordinador. Stefan Wray escriu sobre la DCE:
| « | "A mesura que els pirates informàtics es polititzen i a mesura que els activistes s'informatitzen, veurem un augment en el nombre de ciberactivistes que participen en el que es farà més conegut com a Desobediència Civil Electrònica. Accions de la desobediència civil tradicional, com una ocupació o un bloqueig, cada vegada es faran més de forma electrònica o digital. El lloc principal per a la Desobediència Civil Electrònica serà al ciberespai. | » |

Jeff Shantz i Jordon Tomblin escriuen que la DCE fusiona l'activisme amb l'organització i la creació de moviments mitjançant la participació en línia:
| « | La desobediència cibernètica posa èmfasi en l'acció directa, en lloc de protestar, apel·la a l'autoritat o simplement registrant la dissidència, cosa que impedeix directament les capacitats de les elits econòmiques i polítiques de planificar, perseguir o dur a terme activitats que perjudiquin les no-elits o que restringirien les llibertats de les persones de les comunitats no-elits. La desobediència cibernètica, a diferència de bona part de l'activisme convencional o fins i tot de la desobediència civil, no restringeix les accions sobre la base de l'acceptació o legitimitat de l'estat o de les empreses ni en termes de legalitat (que el desobedient cibernètic considera en bona part com a mecanismes que les elits dominen de forma esbiaixada i corrupte). En molts casos recentment, les persones i grups implicats en l'activisme en línia o la desobediència cibernètica també s'impliquen en accions i organitzacions del món real. En altres casos, persones i grups que només han estat involucrats en esforços del món real ara mouen el seu activisme i s'organitzen també en línia. | » |

El terme desobediència civil electrònica i hacktivisme es podrien considerar sinònims, tot i que alguns comentaristes sostenen que la diferència és que els actors de la DCE no amaguen el seu nom, mentre que la majoria de hacktivistes volen mantenir-se en l'anonimat. Alguns comentaristes sostenen que la DCE utilitza només mitjans legals, en contraposició a les accions il·legals utilitzades per pirates. També es manté que el hacktivisme es fa per individus més que per grups específics. En realitat, la distinció entre DCE i hacktivisme no està clara.